# Rhacochelifer chopardi
Espèce
Rhacochelifer chopardi est une espèce de pseudoscorpions de la famille des Cheliferidae.

## Distribution
Cette espèce est endémique du Niger. Elle se rencontre dans les monts Bagzane.

## Étymologie
Cette espèce est nommée en l'honneur de Lucien Chopard.

## Publication originale
- Vachon, 1950 : Contribution à l'étude de l'Aïr (Mission L. Chopard et A. Villiers). Scorpions, Pseudoscorpions et Solifuges. Mémoires de l'Institut Français d'Afrique Noire. Série A. Sciences Naturelles, vol. 10, p. 93-107.